# 22744 Esterantonucci
22744 Esterantonucci este un asteroid din centura principală de asteroizi.

## Descriere
22744 Esterantonucci este un asteroid din centura principală de asteroizi. A fost descoperit pe 14 octombrie 1998 la Stația Anderson Mesa în cadrul programului LONEOS. Asteroidul prezintă o orbită caracterizată de o semiaxă mare de 3,22 ua, o excentricitate de 0,10 și o înclinație de 4,7° în raport cu ecliptica.